# روسن امیلوف
روسن امیلوف (انگلیسی: Rosen Emilov؛ زادهٔ ۳ اوت ۱۹۷۷) بازیکن فوتبال اهل بلغارستان است.
از باشگاه‌هایی که در آن بازی کرده است می‌توان به باشگاه فوتبال آدانااسپور، باشگاه فوتبال لیتکس لووچ، و باشگاه فوتبال زسکا صوفیه اشاره کرد.